# Christophe Boulard
Pour les articles homonymes, voir Boulard.
Christophe Boulard, né le 23 septembre 1972 à Clermont-Ferrand, est un ancien footballeur français, formé au FC Metz. Il mesure 1,72 m pour 68 kilos et jouait au poste de milieu de terrain. 
Il a exercé la majeure partie de sa carrière dans le championnat du Luxembourg.

## Palmarès
- Championnat du Luxembourg
  - Vainqueur : 2001, 2002